# Catocala messalina
Catocala messalina là một loài bướm đêm thuộc họ Erebidae. Nó được tìm thấy ở Virginia phía nam đến Florida và phía tây đến Texas và phía bắc đến Kansas.
Sải cánh dài 40–45 mm. Con trưởng thành bay từ tháng 5 đến tháng 8. Có thể có một lứa một năm.
Ấu trùng ăn Quercus geminata, Quercus hemisphaerica và Quercus virginiana.